# Intelsat

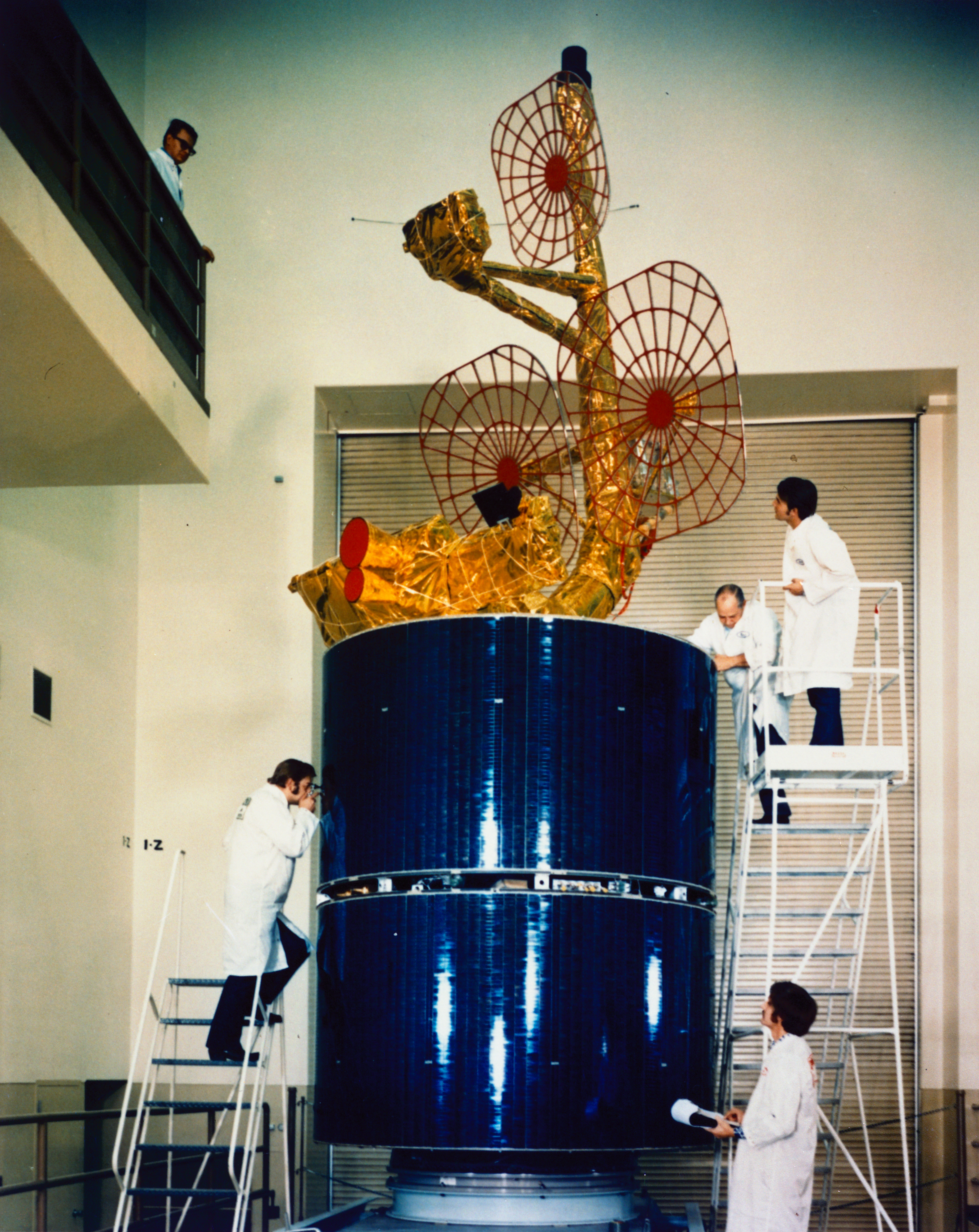
Um satélite Intelsat IVA

A Intelsat, Ltda. é uma empresa fornecedora de serviços de comunicações via satélite.
Fundada em 20 de agosto de 1964, a International Telecommunications Satellite Organization (INTELSAT) foi até 2001 um consórcio intergovernamental que gerenciava uma série de satélites de comunicação, oferecendo serviços de teledifusão. A empresa foi privatizada em 18 de julho de 2001. Em março de 2011, operava uma frota de 52 satélites de comunicação, a maior frota comercial de satélites do mundo.

## História

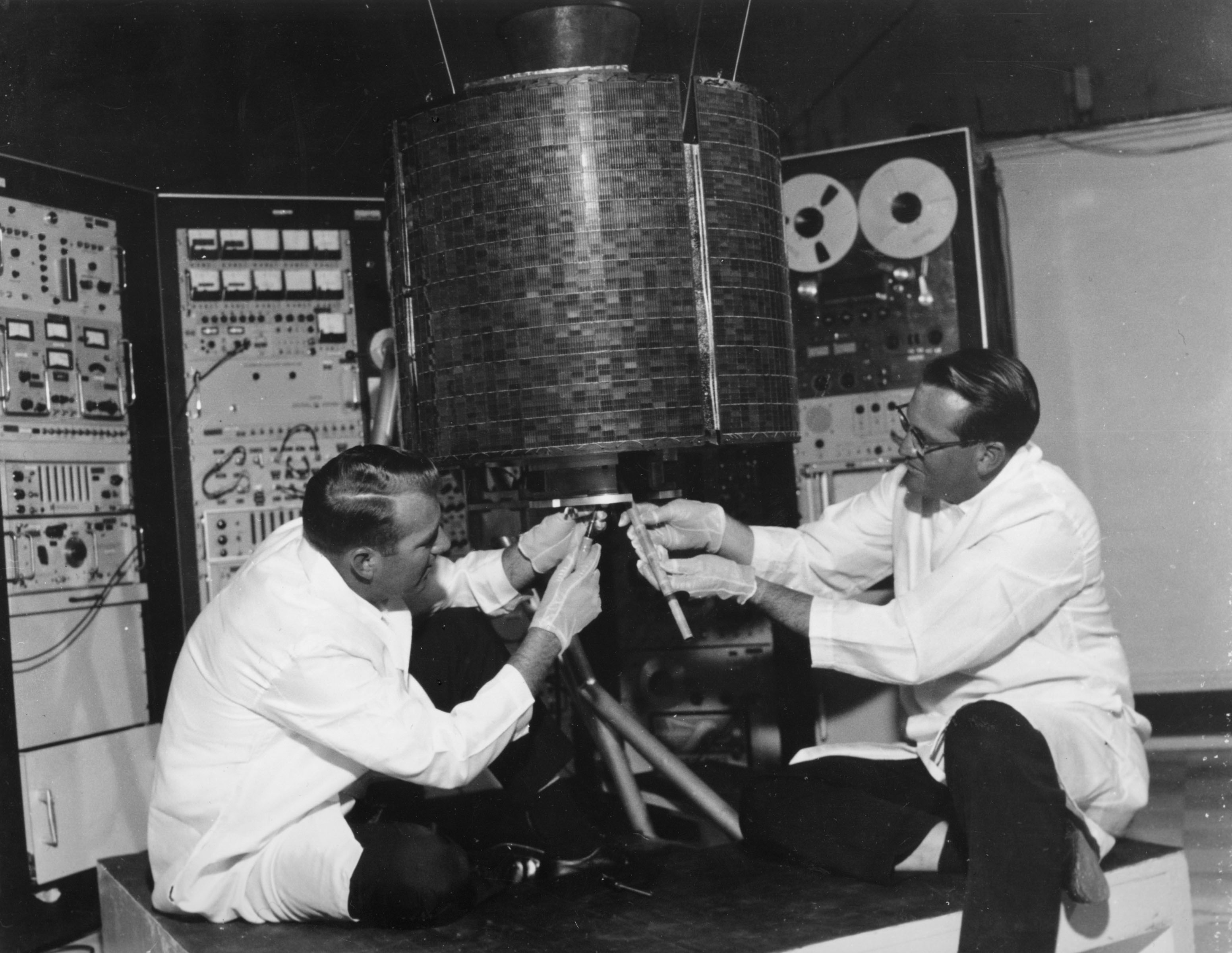
INTELSAT I Early Bird

A Organização Intergovernamental teve início em 20 de agosto de 1964, com 11 países participantes. Em 6 de abril de 1965, o primeiro satélite da Intelsat, o Intelsat I (apelidado de Early Bird), foi colocado em órbita geoestacionária sobre o Oceano Atlântico por um foguete Delta D.
Em 1973, o nome foi modificado e havia 80 países não signatários. A INTELSAT fornece serviços para mais de 600 estações na Terra em mais de 140 países, territórios e dependências. Em 2011, a INTELSAT tinha mais de 100 membros. Nesse mesmo ano, foi privatizada e mudou o nome para Intelsat.
Desde a sua criação, a Intelsat utilizou várias versões (blocos) de seus satélites dedicados. A empresa completa cada bloco de espaçonave de forma independente, gerando uma variedade de fabricantes ao longo dos anos. A maior fornecedora de espaçonaves da Intelsat é a Space Systems/Loral, tendo construído 31 naves (até 2003), ou quase metade da frota.
A rede nos seus primeiros anos não era tão robusta quanto é hoje. Uma falha num satélite sobre o Oceano Atlântico na em 1969 quase prejudicou a missão Apollo 11: um satélite substituto entrou numa órbita errada e não pode ser recuperado a tempo. A NASA se viu obrigada a utilizar circuitos de cabos telefônicos submarinos para fazer com que as comunicações da Apollo 11 chegassem até ela.
Por sorte, durante a atividade extraveicular, a lua estava sobre o Oceano Pacífico e outras antenas puderam ser usadas, assim como o INTELSAT III, que estava em órbita geoestacionária sobre aquele oceano.

### Privatização
Em 18 de julho de 2001 a Intelsat se tornou uma empresa privada após 37 anos de operação. Antes da privatização, a posse e os investimentos na INTELSAT (medidos em ações) eram distribuídos entre os membros de acordo com o uso dos serviços.
A principal fonte de renda da organização eram as taxas de uso dos satélites, após descontados os custos de operação, que eram redistribuídos aos membros da INTELSAT em proporção com suas ações como compensação. Os serviços de satélites estavam disponíveis para qualquer organização (membro da INTELSAT ou não) e todos pagavam as mesmas taxas.
Hoje, o número de satélites da Intelsat, assim como as fibras-óticas nos oceanos, permitem uma rápida reorganização do tráfego quando um satélite falha. Satélites modernos são mais robustos, duram mais e têm maior capacidade.

## Operação atual
A Intelsat foi vendida por 3,1 bilhões de dólares em janeiro de 2005 para cinco investidoras privadas: Madison Dearborn Partners, Apax Partners, Permira e Apollo Global Management. A empresa adquiriu a PanAmSat em 3 de julho de 2006 e hoje é a maior fornecedora de serviços de satélites fixos do mundo, operando uma frota de 52 satélites.
Em junho de 2007 a BC Partners anunciou que havia adquirido 76% da Intelsat por cerca de 3,75 bilhões de euros. A Intelsat mantém sua sede em Luxemburgo, com boa parte dos funcionários administrativos em Washington, DC. Como um negócio primordialmente internacional, a maior parte dos lucros da empresa vem de fora dos EUA. Atualmente no Brasil fornece comunicação via satélite para a Sky Brasil, GVT TV e Nossa TV.